# Jaspur
Jaspur là một thành phố và là nơi đặt ban đô thị (municipal board) của quận Udham Singh Nagar thuộc bang Uttaranchal, Ấn Độ.

## Nhân khẩu
Theo điều tra dân số năm 2001 của Ấn Độ, Jaspur có dân số 39.048 người. Phái nam chiếm 53% tổng số dân và phái nữ chiếm 47%. Jaspur có tỷ lệ 60% biết đọc biết viết, cao hơn tỷ lệ trung bình toàn quốc là 59,5%: tỷ lệ cho phái nam là 67%, và tỷ lệ cho phái nữ là 52%. Tại Jaspur, 17% dân số nhỏ hơn 6 tuổi.